# Héctor Germán Oesterheld
Héctor Germán Oesterheld (Buenos Aires, 23 de julio de 1919-desaparecido por la última dictadura argentina en 1977 y probablemente asesinado en 1978) fue un guionista de historietas y escritor argentino, a menudo citado como HGO. Escribió numerosos relatos breves de ciencia ficción y novelas, y publicó en revistas como Misterix, Hora Cero y Frontera. Sus series más conocidas son Sargento Kirk, Bull Rockett y, principalmente, El Eternauta, considerada su obra maestra.
La obra más temprana de Oesterheld, en la década de 1950 y principios de los años '60, contiene sutiles críticas al capitalismo, el colonialismo y el imperialismo. A medida que transcurre la década su compromiso político aumenta y su ideología se vuelve más fácilmente reconocible: realiza junto a Alberto y Enrique Breccia una biografía en historieta sobre el Che Guevara, Vida del Che, publicada en 1968, la cual fue secuestrada y destruida por los censores de la dictadura cívico-militar que gobernaba entonces. Luego completa una nueva versión más políticamente cargada de El Eternauta en 1969, con dibujos de Alberto Breccia.
Su compromiso político aumenta aún más durante la década de 1970, lo cual se refleja tanto en su decisión de unirse a la agrupación revolucionaria Montoneros como en los guiones de sus últimas obras, donde se destaca particularmente el caso de El Eternauta II (de nuevo ilustrada por Solano López), la cual debió finalizar mientras se ocultaba en la clandestinidad. En 1977 fue secuestrado por las fuerzas armadas durante la última dictadura cívico-militar argentina y fue visto por última vez en un centro clandestino de detención. Desde entonces pasó a formar parte de la lista de detenidos-desaparecidos víctimas del terrorismo de Estado en Argentina.
El legado de Oesterheld es amplio: es uno de los artistas de trayectoria más extensa de la historieta argentina, su influencia se extiende a artistas de nuevas generaciones y diversos medios, y es considerado informalmente como uno de los "padres" de la historieta argentina moderna.

## Primeros años y trayectoria
Era hijo de Fernando Oesterheld, de origen alemán y criollo, y de Elvira Ana Puyol, de ascendencia española y vascofrancesa. Estudió y se graduó en la carrera de geología en la Facultad de Ciencias Exactas y Naturales de la Universidad de Buenos Aires. Mientras estudiaba, trabajó como corrector. El 3 de enero de 1943 publicó su primera obra, un cuento denominado Truila y Miltar, en el suplemento literario del periódico La Prensa. Un año después de terminar sus estudios se casó con Elsa Sánchez. Unos años más tarde decidió abandonar la geología y dedicarse a escribir.
Comenzó a trabajar para las editoriales Códex y Abril aportando relatos infantiles y de divulgación científica. Produjo sus primeros guiones de historieta para la revista Cinemisterio, de la editorial Abril, en 1951: Alan y Crazy, Lord Commando y Ray Kitt; este último marcó el inicio de su colaboración con Hugo Pratt.
Publicó varios cuentos en la mítica Más Allá, primera revista de ciencia ficción de habla hispana, editada en Buenos Aires por la Editorial Abril.
El primero de sus personajes importantes fue el piloto de pruebas Bull Rockett, que apareció por primera vez en el número 176 de la revista Misterix, en 1952, dibujado por el italiano Paul Campani. Luego siguió el Sargento Kirk, en 1953, dibujado por Hugo Pratt. Aunque partiendo del wéstern clásico, lo encaró de una forma innovadora, eludiendo los habituales clichés del género. Originalmente Oesterheld había pensado en Kirk como en una suerte de Martín Fierro en la Pampa argentina, pero la editorial le solicitó que situara la acción en los Estados Unidos.
En el número 297 de Rayo Rojo apareció el boxeador Indio Suárez, protagonista de la historieta homónima, dibujado por Carlos Freixas. De a poco sus personajes comenzaron a ser populares. En esta época colaboró también con las editoriales Códex y Columba.
En 1972, escribió historietas de Martín Fierro con dibujos de Carlos Roume para la revista Billiken.

### Editorial Frontera
En 1955 fundó, junto con su hermano Jorge, la Editorial Frontera, que comenzaría publicando versiones noveladas de las historietas de Bull Rockett y el Sargento Kirk. El éxito impulsó a Oesterheld a publicar las revistas Hora Cero' y Frontera, la mayor parte de cuyos contenidos escribía él mismo. Para desvincularse de la editorial Abril, Oesterheld negoció con su editor que dejaría allí al personaje de Bull Rockett (que continuó siendo publicado por dicha editorial, con otros equipos creativos), pero conservaría a Sargento Kirk.
Debe notarse que en varias ocasiones Oesterheld firmaba sus trabajos con seudónimos, como "H. Sturgiss" o "C. de la Vega"; su hermano utilizaba el seudónimo "Jorge Mora".
El éxito de la editorial motivó la expansión de las revistas a títulos anexos como Hora Cero Semanal, Hora Cero Extra (mensual) y Frontera Extra.
El siguiente personaje de renombre creado por Oesterheld fue Ernie Pike, un corresponsal de guerra que relata batallas de la Segunda Guerra Mundial. Está basado en el cronista real Ernest Pyle, aunque Pratt modeló su rostro a partir del propio Oesterheld. Tomando de nuevo un género con numerosos clichés, el autor le dio un enfoque personal al no centrar la acción en las batallas o en dividir a los combatientes en héroes y villanos, sino en historias trágicas de soldados generalmente desconocidos. La publicación fue un éxito, y el personaje tuvo su propia revista, Batallas Inolvidables. Los relatos en los que intervenían niños se incluían en la serie Cuaderno Rojo.
Más tarde continuó creando nuevos personajes, como Ticonderoga, con Pratt; Randall the Killer, con Arturo del Castillo; Sherlock Time, con Alberto Breccia; Joe Zonda y Rolo, el marciano adoptivo, con Francisco Solano López.

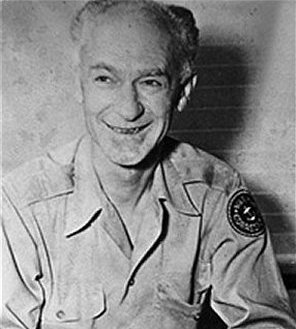
Ernie Pyle, cronista de guerra que inspiró a Oesterheld para crear al personaje de Ernie Pike.

El 4 de septiembre de 1957 apareció el personaje más exitoso de la editorial: El Eternauta, con dibujos de Solano López, en Hora Cero Semanal. La historia, sobre un viajero de la eternidad que se aparece en casa del propio Oesterheld y le cuenta la historia de una terrible invasión extraterrestre en Buenos Aires, se publicó por entregas semanales hasta 1959, con un gran éxito. La historieta ha conocido numerosas reediciones durante los años siguientes.
La editorial Frontera cerró al cabo de cinco años debido a problemas económicos, el éxodo de gran parte de los dibujantes y a la venta de títulos a otras editoriales, que la llevaron finalmente a la quiebra. Cuando las deudas eran ya insostenibles, en 1961 la editorial Emilio Ramírez las obtuvo como forma de pago. En 1962 los títulos pasaron a Vea y Lea, y se publicaron hasta 1963.

### Después de Editorial Frontera
Luego del cierre de Frontera, Oesterheld siguió escribiendo para otras editoriales. En 1961 la editorial Abril vendió a Yago las publicaciones Misterix y Rayo Rojo. Oesterheld volvió a trabajar en ellas y el 20 de julio de 1962 comenzó en Misterix, junto a Alberto Breccia, otra de sus creaciones más aclamadas por la crítica: Mort Cinder. Otras historias que creó fueron El indio Watami, con dibujos de Jorge Moliterni; León Loco, con Ernesto García; y Lord Pampa, con Solano López.
Con las grandes publicaciones ya cerradas, aparecieron varios personajes de corta duración, como Ronnie Lea el muertero, Tornado (para la editorial Zig-Zag de Chile), Géminis, etcétera.
Su obra fue adquiriendo progresivamente mayores tintes de compromiso político. En 1968 la editorial Jorge Álvarez decidió realizar una serie de biografías de figuras históricas de América Latina adaptadas a la historieta. Se realizó una sobre el Che Guevara y se planeaba una segunda sobre Eva Perón, pero, al salir a la venta, el gobierno militar la retiró y secuestró los originales. La biografía de Eva Perón en historieta no llegó a terminarse (aunque, años más tarde, la editorial Doedytores rescataría los originales y la publicaría). y el resto del proyecto fue abortado.
En 1969 escribió, en colaboración con Alberto Breccia, una nueva versión de El Eternauta para la revista Gente, con un guion políticamente más comprometido. La publicación fue cancelada y buena parte de la historia original fue resumida para no dejarla inconclusa. También publicó unos microrrelatos bajo el título de Sondas en el libro colectivo Los argentinos en la Luna, para Ediciones de la Flor.
En la primera mitad de la década del 70 colaboró en muchas de las revistas de Editorial Atlántida. En Karina creó a Charlena, con ilustraciones de Eugenio Zoppi; a Richard Long, con dibujos de Alberto Breccia; y a Yemsbón, ilustrada por Pérez D'Elías. En Billiken publicó adaptaciones de 20.000 leguas de viaje submarino, con ilustraciones de Roberto Regalado, y de Sherlock Holmes, dibujada por Gustavo Trigo, además de crear a Marvo Luna, con dibujos de Solano López, José Muñoz y el binomio Marcos Adán-Roque Vitacca. En Canal TV, adaptó, en formato de historieta, películas famosas; y en Sport realizó historias deportivas cortas.
Durante la dictadura militar iniciada en 1976 en la Argentina, el autor se unió, junto con sus hijas, a la agrupación político/ militar popular y guerrillera Montoneros, de la que fue parte de la estructura de prensa.
Con un estilo similar al de la frustrada versión de El Eternauta, describió entonces otra invasión extraterrestre: La Guerra de los Antartes. Fue publicada en la revista 2001 y luego en el diario Noticias (no confundir con la revista homónima), pero finalmente quedó inconclusa. Este diario, también relacionado con el movimiento montonero, fue clausurado junto con otras publicaciones el 27 de agosto de 1974 por el decreto núm. 630. Esta historieta no solo representaba una invasión extraterrestre, sino que también mostraba a la Argentina anterior como una utopía que representaba los idearios políticos del movimiento al cual Oesterheld estaba afiliado.
Para 1975 ya todo su trabajo era para Ediciones Récord, con creaciones como Nekrodamus, Loco Sexton, Wakantanka o Galac Master. En 1976 se hizo una reedición de El Eternauta y su éxito motivó la creación de una segunda parte: El Eternauta II. Volvió a contar con dibujos de Solano López, pero reflejaba en el guion su compromiso político, mostrando al Eternauta como un caudillo que guiaba a un pueblo oprimido para alzarse contra un gobierno opresor y derrotarlo a cualquier precio. Esto generó algunos conflictos con Solano López, quien no estaba del todo de acuerdo, y presiones constantes de parte del gobierno. Refiriéndose a ese momento Elsa Sánchez, la esposa de Oesterheld, rememoraba: 

"La bronca se me mezclaba con el dolor, porque yo no podía entender que el hombre con el que habíamos sido tan felices, el escritor pacifista y democrático que había plasmado su amor al prójimo en todas sus obras, hubiera tomado partido por algo violento. Porque aunque él no lo fuera, era cómplice de los que lo hacían y ponía en riesgo a sus hijas. Héctor miraba a los jóvenes que querían un mundo mejor y exclamaba: 'Estos chicos son maravillosos'. Y yo le contestaba: 'Hasta ahí vamos bien, pero no podemos dejar que se expongan'. Si me hubiera escuchado...".

## Desaparición
Oesterheld pasó a la clandestinidad, desde donde finalizó el guion de El Eternauta II. El 27 de abril de 1977 fue secuestrado por las fuerzas armadas en La Plata. Ya habían sido secuestradas y asesinadas sus cuatro hijas: Diana (24), Beatriz (19), Estela (25) y Marina (18). Dos de ellas estaban embarazadas. Se convirtió en uno de los miles de desaparecidos durante la dictadura autodenominada Proceso de Reorganización Nacional. También desaparecieron tres de sus yernos. Suele asegurarse que su desaparición se debió al malestar que producía a los militares la crítica social presente en toda su obra, su biografía del Che Guevara, al alto compromiso político de la última parte de El Eternauta, a su militancia en Montoneros o a una combinación de todos estos motivos, pero las causas reales se desconocen, ya que la dictadura militar no celebraba juicios ni guardaba registros de tales operaciones. De su paso por centros clandestinos de detención como el llamado «El Vesubio» entre noviembre de 1977 y enero de 1978 han quedado testimonios:

"Su estado era terrible. Permanecimos juntos mucho tiempo. [...] Uno de los recuerdos más inolvidables que conservo de Héctor se refiere a la Nochebuena del '77. Los guardianes nos dieron permiso para sacarnos las capuchas y para fumar un cigarrillo. Y nos permitieron hablar entre nosotros cinco minutos. Entonces Héctor dijo que por ser el más viejo de todos los presos, quería saludar uno por uno a todos los presos que estábamos allí. Nunca olvidaré aquel último apretón de manos. Héctor Oesterheld tenía sesenta años cuando sucedieron estos hechos. Su estado físico era muy, muy penoso".
Eduardo Arias

También estuvo detenido en los centros clandestinos «El Vesubio» y «El Sheraton». No se conocen a ciencia cierta las circunstancias ni la fecha precisa de la muerte de Oesterheld, aunque se supone que tuvo lugar en 1978.
La Fiscalía de Núremberg, Alemania, también investigó el secuestro y desaparición forzada de Héctor Oesterheld. Su caso fue presentado por la Coalición contra la Impunidad en Argentina, que en 2004 recibió el Premio de Solidaridad de Bremen, otorgado por el Senado de esa ciudad hanseática. El premio fue recibido por el pastor Kuno Hauck y por Elsa Sánchez, en representación de la Comisión de Familiares de los Desaparecidos y asesinados alemanes o descendientes de alemanes en la Argentina.
En 2016 se publicó el libro Los Oesterheld, de las periodistas Fernanda Nicolini y Alicia Beltrami, una biografía de la familia de Oesterheld, sus cuatro hijas y su esposa, desde la época de los “años felices en la casa de Beccar” hasta la de los secuestros y desapariciones. El mismo año, también se colocó una baldosa con su nombre en la esquina de su casa en Beccar, frente a la estación de ferrocarril.

## Legado
Tras la muerte de Oesterheld se realizaron numerosos homenajes a su memoria. Uno de los primeros fue en 1983, luego del final del gobierno militar. Félix Saborido realizó para la revista Feriado Nacional una ilustración que mostraba a la mayor parte de los personajes del autor junto a una enorme pancarta con la pregunta "¿Dónde está Oesterheld?".
En 1991 se realizó en la estación Uruguay de la línea B del Subte de Buenos Aires un mural que reproduce una escena de la versión de El Eternauta de Oesterheld y Breccia, junto a otras con la imagen clásica del personaje según Solano López. Colaboraron en la realización la Casa del Ceramista, Cerámica SCOP Hornos Cite-Siem.
El 27 de septiembre de 1997 se le dio su nombre a una plaza situada en Puerto Madero, entre las calles Azucena Villaflor, Macacha Güemes, Intendente Giralt y avenida de los Italianos. La medida, propuesta por la concejal María Naddeo, fue aprobada por el Concejo Deliberante de la ciudad de Buenos Aires el 28 de agosto anterior, en forma unánime.
En 1999 se estrenó una película sobre él: H. G. O. En 2002 se desarrolló la muestra Héroes Colectivos en el Palais de Glace, que rindió tributo a la vida, obra y ética del artista.
El 4 de septiembre se festeja el Día de la Historieta Argentina, ya que ese día del año 1957 apareció el número 1 de Hora Cero Semanal, la revista de Héctor Germán Oesterheld en cuyas páginas debutaron grandes personajes como El Eternauta. Desde 2012 el Centro Educativo de Nivel Secundario Nº 44, de San Cristóbal lleva su nombre. También lo recuerda un centro cultural en la ciudad de La Plata.
Entre el 12 de julio y el 3 de agosto de 2007 se llevó a cabo la Muestra 50/30, 50 años de 'El Eternauta'... 30 años sin Oesterheld, en el Museo y Archivo históricos Dr. Arturo Jauretche del Banco de la provincia de Buenos Aires. Allí se expusieron materiales de colección, originales y, a modo de homenaje, reconocidos historietistas crearon tapas imaginarias de la revista Hora Cero Semanal. La muestra se realizó nuevamente en diferentes oportunidades:
- Día de la historieta

Facultad de Filosofía y Letras
Ciudad de Buenos Aires - Argentina
8 de septiembre de 2007
- Leyendas 2007

Rosario - Santa Fe
19, 20 y 21 de octubre de 2007
- 20° Aniversario del Centro Cultural "El Eternauta"

Centro Cultural "El Eternauta"
Ciudad de Buenos Aires - Argentina
20 de octubre de 2007
- Homenaje a H.G.O. en la Agrupación Oesterheld

Hotel Bauen
Ciudad de Buenos Aires - Argentina
17 de diciembre de 2007
En la muestra realizada en el Museo del Banco Provincia fueron expuestos los originales de 4 de las 8 historietas completas, que el Museo del Dibujo y la Ilustración atesora en su colección. Otros originales, los de una historieta de Ernie Pike con dibujos de Estévez, se expusieron entre enero y agosto de 2008 en el Centro Nacional de la Imagen, en Angouleme, Francia, en el marco de la muestra de homenaje a la Historieta Argentina que se realizó con curaduría de José Muñoz y Giustiniano Zuccato.

## Publicaciones originales
Su obra se distingue por sus personajes sometidos a ambientes tenebrosos, que luchan por la justicia, aunque sin caer en el maniqueísmo.
Pueden distinguirse tres etapas, de acuerdo con la historia editorial del autor descrita con anterioridad:

### Primera etapa
- Alan y Crazy, con dibujos de Eugenio Zoppi (1951).
- Ray Kitt, con dibujos de Hugo Pratt (1951).
- Bull Rockett, con dibujos de Paul Campani, Francisco Solano López y otros (1952).
- Sargento Kirk, creado con Hugo Pratt para la revista Misterix, publicada por la Editorial Abril en (1952). Western protagonizado por un sargento que deserta del ejército para defender a los indios.
- Tarpón, con dibujos de Daniel Haupt (1952).
- Uma-Uma, con dibujos de Francisco Solano López (1953).
- Indio Suárez, con dibujos de Carlos Freixas y Carlos Cruz (1954).
- El Mescalero, con dibujos de Ivo Pavone (1956)

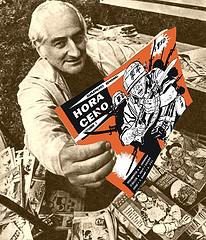
Oesterheld junto a varios ejemplares de su publicación, Hora Cero.

### Editorial Frontera
- Ticonderoga (1957), con dibujos de Hugo Pratt y Gisela Dexter. Far West siglo XVIII.
- Rolo, el marciano adoptivo (1957), con Francisco Solano López. Ciencia ficción.
- Nahuel Barros (1957), con dibujos de Carlos Roume. Gauchesco.
- Ernie Pike (1957), con dibujos de Hugo Pratt, Francisco Solano López, Alberto Breccia, Julio Schiaffino, Tibor Horvath, Rubén Sosa, Abel Balbi, Leopoldo Durañona, José Muñoz y otros. Bélica.
- El Eternauta (1957-1959), la más popular de sus obras, dibujada por Solano López. Historia de ciencia ficción publicado originalmente en la revista Hora Cero Semanal, donde el autor cuenta su encuentro con un viajero en el tiempo.
- Cayena (1958), con dibujos de Daniel Haupt.
- Dr. Morgue (1959), con dibujos de Alberto Breccia.
- Buster Pike (1959), con dibujos de Julio Schiaffino. Historias del hermano de Ernie Pike.
- Randall, con dibujos de Arturo del Castillo. Western.
- Lucky Piedras, con dibujos de Carlos Cruz. De marineros.
- Tipp Kenya, con dibujos de Carlos Roume. Sobre un cazador en África.
- Verdugo Ranch, con dibujos de Ivo Pavone. Western.
- Patria vieja (1958), con dibujos de Carlos Roume y Juan Arancio. Gauchesco.
- Hueso clavado, con dibujos de Ivo Pavone. Western cómico.
- Leonero Brent, con dibujos de Jorge Moliterni. Western.
- Rul de luna, con dibujos de Francisco Solano López y Horianski. Ciencia ficción con niños.
- Capitán Lázaro, con dibujos de Enrique Cristóbal. Espías en la Segunda Guerra Mundial.
- Pichi, con dibujos de Carlos Roume. Aventuras de un perro.
- Sherlock Time, con dibujos de Alberto Breccia.
- Tom de la pradera, con dibujos de García Seijas. Western.
- Lord Crack, con dibujos de Hugo Pratt, Bertolini, Moliterni y Flores.
- Amapola negra, con dibujos de Solano López.
- Joe Zonda, con dibujos de Solano López y Julio Schiaffino.
- Pereyra, taxista (1960), con dibujos de Leopoldo Durañona.
- Mortimer, con dibujos de Rubén Sosa. Western.
- Doc Carson, con dibujos de Carlos Vogt. Western.
- Cachas de oro (1961), con dibujos de Carlos Vogt.
- Santos Bravo, con dibujos de Arancio. Gauchesco.
- Historias de la ciudad grande, con dibujos de Leandro Sesarego, Ángel A. Fernández, García Seijas, Roberto Regalado y José Munoz, entre otros.
- Paul Neutrón (1962), con dibujos de Julio Schiaffino.

### Última etapa
- Capitán Caribe (1961), con dibujos de Dino Battaglia. Piratas.
- El Eternauta (1969), con dibujos de Alberto Breccia. Nueva versión de la historia.
- Mort Cinder (1962), con dibujos de Alberto Breccia.
- Marcianeros (1962), con dibujos de Solano López.
- León Loco (1963), con dibujos de García Seijas.
- Lord Pampa, con dibujos de Solano López.
- Watami, con dibujos de Moliterni. Western.
- Artemio, el taxista de Buenos Aires, con dibujos de Néstor Olivera y Pablo Zahlut.
- Tres por la ley, con dibujos de Rubén Marchionne y José Massaroli.
- Argón el justiciero, con dibujos de Vogt.
- Brigada Madeleine, con dibujos de Gómez Sierra.
- Haakon, con dibujos de Ángel A. Fernández y Massaroli.
- Kabul de Bengala, con dibujos de Horacio Altuna.
- Roland el Corsario, con dibujos de José Luis García López y otros.
- Rumbo a las estrellas (1965), con dibujos de Eugenio Zoppi.
- Vida del Che (1968), con dibujos de Alberto y Enrique Breccia, biografía del Che Guevara para el mercado chileno.
- Marvo Luna, con dibujos de Solano López, José Muñoz, Marcos Adán-Vitacca.
- Russ Congo, con dibujos de Carlos Clement.
- Nekrodamus (1975), con dibujos de Horacio Lalia. Sobre un cazador de monstruos.
- Loco Sexton, con dibujos de Arturo del Castillo. Western.
- La Guerra de los Antartes (1970), con dibujos de León Napoo y Gustavo Trigo.
- Herida Mortal (1963), con dibujos de Durañona.
- Sherlock Holmes (1973), con dibujos de Gustavo Trigo.
- Watami (1976), con dibujos de Jorge Moliterni.
- Evita, vida y obra de Eva Perón (1970), con dibujos de Alberto Breccia, biografía de Eva Perón. No publicada en su momento, fue editada por primera vez por Doedytores en 2002.
- 450 años de guerra contra el Imperialismo (1973), con dibujos de Leopoldo Durañona, editada en 2004 con el nombre: "Latinoamérica y el Imperialismo, 450 años de guerra".
- El Eternauta II (1976), con dibujos de Solano López, más comprometida que la primera, al estar la historia ambientada en una Argentina futura gobernada por una terrible dictadura.

## Reediciones
El gran impacto de Oesterheld en la historieta argentina puede ser apreciado en el hecho de que una enorme parte de sus obras, no solamente El Eternauta, fueran reeditadas o recopiladas en el país incluso mucho después de su desaparición. Entre algunas de estas reediciones se pueden citar:

### Historietas
- Che
  - 1997 - Grupo Editorial Imaginador.
  - 2007 - Nueva Biblioteca Clarín de la Historieta, n.º 15.

- El Eternauta - primera versión, con Solano López
  - 1961 - recopilación en tres partes por la Editorial Ramírez.
  - 1975 - recopilación completa por Ediciones Récord. Este tomo se reimprimiría en numerosas ocasiones a lo largo de los años, aunque Solano López asegura que la editorial nunca le pagaba por ello.[27]
  - 1998 - Reedición completa en sentido vertical, con dos páginas apaisadas por hoja. Incluye un capítulo unitario aparecido Hora Cero Extra y dibujos del Eternauta por otros autores.
  - 2000 - La Biblioteca Argentina - Serie Clásicos, n.º 24, del diario Clarín.
  - 2004 - Biblioteca Clarín de la Historieta, n.º 5. Con las páginas ajustadas al formato del libro.
  - 2006 - El Eternauta - 1957-2007: 50 años por Doedytores. Formato original de la revista Hora Cero.

- El Eternauta - versión con Alberto Breccia
  - 1982 - Los Libros de Humor, n.º 3, de Ediciones de la Urraca. (Nota: la palabra "Humor" no se debe a que se considerara a la obra como humorística, sino a la revista Humor, revista principal de la editorial, que nombraba a casi todas sus publicaciones con nombres relacionados).
  - 1997 - El Eternauta y otras historias por Ediciones Colihue. La publicación estaba acompañada también por otras publicaciones menos conocidas de dicha dupla creativa, como "Richard Long", "Doctor Morgue", "Borman lo vio así", etc.

- El Eternauta II - Segunda Parte
  - 1976 - Skorpio revista n2
  - Versión en libro de Ediciones Récord.
  - 2004 - Biblioteca Clarín de la Historieta, n.º 19.
  - 2007 - El Eternauta II, por Doedytores.

- Ernie Pike
  - 2002 - El otro Ernie Pike, vol. 1, por Ancares Editora. Números de Oesterheld y Breccia.
  - 2004 - El otro Ernie Pike, vol. 2, por Ancares Editora. Números de Oesterheld y Solano López.
  - 2006 - Nueva Biblioteca Clarín de la Historieta, n.º 3. Números de Oesterheld y Pratt.

- Evita, vida y obra de Eva Perón
  - 2002 - historieta que no llegó a publicarse en su momento, rescatada por Doedytores.
  - 2007 - Nueva Biblioteca Clarín de la Historieta, n.º 15.

- La Guerra de los Antartes
  - 1998 - Por Colihue.

- Latinoamérica y el Imperialismo, 450 años de guerra
  - 2004 - reedición de Doeyo y Viniegra de las historietas tituladas originalmente: 450 años de guerra contra el Imperialismo y publicadas en la revista de Montoneros El Descamisado.

- Marcianeros
  - 2006 - El Eternauta: La búsqueda de Elena (publicación compartida).

- Mort Cinder
  - 1997 - por Colihue.
  - 2004 - Biblioteca Clarín de la Historieta, n.º 13.

- Sargento Kirk
  - 2006 - Nueva Biblioteca Clarín de la Historieta, n.º 3. Números de Oesterheld y Pratt.

- Sherlock Time
  - 1997 - por Colihue.
  - 2006 - Nueva Biblioteca Clarín de la Historieta, n.º 7.

- Ticonderoga
  - 2004 - Biblioteca Clarín de la Historieta, n.º 17.

### Historias noveladas (no historietas)
- Sargento Kirk: Muerte en el desierto/Hermano de sangre (Colihue, 1995).
- Bull Rockett: El tanque invencible/Fuego blanco (Colihue, 1995).
- Ernie Pike: Relatos de la Guerra del Pacífico (Colihue, 1995).
- El Eternauta y otros cuentos de ciencia ficción (Colihue, 1995).
- Sargento Kirk: Oro Tchatoga/Los espectros de Fort Vance (Colihue, 1995).
- Bull Rockett: Peligro en la Antártida/Buenos Aires no contesta (Colihue, 1995).

### Micro relatos (no historietas)
- "Sondas", en Los argentinos en la Luna (Ediciones de la Flor, 1969).

### Cuentos Infantiles
- Nubecita, el chanchito distraído (Sigmar, 1955). Ilustraciones de Nelly Oesterheld (hermana)
- Pesito, el leoncito comerciante (Sigmar, 1956). Ilustraciones de Nelly Oesterheld (hermana)
- Babau, el perrito trabajador (Sigmar, 1958). Ilustraciones de Nelly Oesterheld (hermana)
- Manchita, la vaquita color café (Sigmar, 1960). Con el seudónimo Héctor Sanchez Puyol
- Moñito, el gatito juguetón (Sigmar, 1961). Con el seudónimo Héctor Sanchez Puyol
- Copito, el conejito haragán (Sigmar, 1963). Con el seudónimo Héctor Sanchez Puyol
- Tapita, la patita soñadora (Sigmar, 1963). Con el seudónimo Héctor Sanchez Puyol
- Picote, el lorito alegre (Sigmar, 1962). Con el seudónimo Inés
- Lulú, la foca acordeonista (Sigmar, 1961). Con el seudónimo Inés
- Trotín, el burrito inteligente (Sigmar, 1961). Con el seudónimo Inés
- Polito, el pingüinito viajero (Sigmar, 1962). Con el seudónimo Inés
- Rolita, la ardillita glotona (Sigmar, 1962). Con el seudónimo Inés
- Nico, el ratoncito hambriento (Sigmar, 1964). Con el seudónimo Inés

## Como personaje
Oesterheld se incluye a sí mismo como personaje en la primera versión de El Eternauta, en un ejercicio de metaficción. Su rol en la historia es escuchar el relato de Juan Salvo, proclamando en el final su intención de dar a conocer lo que escuchó escribiendo una historieta. Luego vuelve a utilizarse a sí mismo para la segunda parte de El Eternauta. En esta es un participante activo de la historia, ocupando el rol de narrador. Es utilizado también en El Eternauta - tercera parte para un rol similar al de la segunda parte, aunque aquí ya no se trataba de Oesterheld autoescribiéndose sino de un trabajo del guionista Alberto Ongaro.
Fuera de El Eternauta se lo incluyó en un homenaje en Animal Urbano, de 7 de diciembre de 2000, que reproducía una escena con Oesterheld detenido por los militares, creada a partir del testimonio de Carlos Scarpari, incluido en el filme H. G. O. Además, aparece como personaje real en el cuento de Mempo Giardinelli Viejo Héctor, escrito en febrero de 1979. También aparece en El regreso, una novela breve del escritor argentino (afincado en Francia) Alberto Manguel.
Oesterheld es también homenajeado en la canción "A H.G.O." del grupo Excursiones Polares. Dicha canción se incluyó en el álbum homenaje a El Eternauta, Los Ellos, un álbum colectivo y multidisciplinario que reúne a 17 bandas, 10 ilustradores y un documental, y que fue producido por el sello Concepto Cero. La canción cruza elementos ficcionales de la historieta con eventos relacionados con la propia vida de Oesterheld.
La letra de la canción es la siguiente:
En 2013 se estrenó la serie biográfica Germán, últimas viñetas por la TV Pública, la cual es protagonizada por Miguel Ángel Solá como Oesterheld. En el 2020 la serie fue reestrenada por la TV Pública.

## Impacto social
En enero de 2020, dos paleontólogos argentinos del Centro Nacional Patagónico (CENPAT) del CONICET describieron un nuevo género de bivalvo fósil de antigüedad Oligoceno tardío-Mioceno temprano del sureste de Argentina al que llamaron Oesterheldia, e incluye dos especies de la Patagonia.